# Callitris preissii
Callitris preissii là một loài thực vật hạt trần trong họ Cupressaceae. Loài này được Miq. mô tả khoa học đầu tiên năm 1845.